# Чеканчево
Чеканчево е село в Западна България. То се намира в община Горна Малина, Софийска област в плодородната чеканска долина.

## История
В Чеканчево е разкрито каменоделско ателие от IV век, изработвало главно надгробни паметници, продавани в София.

## Обществени институции
- Кметство
- Читалище „Отец Паисий“ - читалището е открито през 1909. Новота сграда е от 2009 година. Библиотека разполага с над 5000 книги. В читалището самодейни групи отбелязват различни празници и свързаните с тях обичаи[3].
- Черквата в селото „Успение Богородично“ - храмът се намира в центъра на селото. Построен е през 1882 година[3].

## Други
- Снимки от Чеканчево
- Кметството
- Читалище „Отец Паисий“

## Личности
Родени в Чеканчево
- Григор Ангелов, български революционер от ВМОРО, четник на Васил Аджаларски[4]
- Пано Илиев Панов (1887 - 1912/1913), български подофицер и революционер от ВМОРО